# 桂島宣弘
桂島 宣弘（かつらじま のぶひろ、 1953年 -  ）は、日本の歴史学者。立命館大学文学部名誉教授。専門は日本近世思想史・民衆思想史。
岩手県出身。バプテスト派の牧師桂島祐三の息子。岩手県立盛岡第一高等学校、東北大学工学部を経て、1979年立命館大学文学部日本史学専攻卒業。1984年、立命館大学大学院文学研究科博士後期課程単位取得退学。1983年に姫路日ノ本短期大学教員となり、1995年から立命館大学文学部助教授、1997年より同教授。1994年、「幕末民衆思想の研究」で立命館大学から博士（文学）の学位を取得。2010年度～2013年度立命館大学文学部長。2000年2月～7月中国北京日本学研究センター派遣教授、2006年9月～2007年8月韓国東西大学校客員教授、2014年9月～2015年8月韓国高麗大学校客員教授。2019年、退官。
子安宣邦の方法論に影響を受け、「前近代」である江戸思想の研究を基に「近代」への逆照射を試みている。近年は、東アジア史学思想史研究を展開中。
日本による対韓輸出優遇撤廃に反対する、＜声明＞「韓国は「敵」なのか」呼びかけ人の1人。

## 著書
- 『幕末民衆思想の研究―幕末国学と民衆宗教』（文理閣、1992年）2005年増補改訂版
- 『思想史の十九世紀―「他者」としての徳川日本』 （ぺりかん社、1999年）
- 『日本事情入門』（多楽園［韓国］、2008年）
- 『自他認識の思想史 日本ナショナリズムの生成と東アジア』（有志舎、2008年、韓国語版は2009年）
- 『思想史で読む史学概論』（文理閣、2019年）

### 共編著
- 『日本思想史辞典』子安宣邦監修 佐藤弘夫、白山芳太郎、末木文美士、高橋文博、辻本雅史、中村生雄、宮川康子、吉田忠共編 ぺりかん社 2001
- 『留学生のための日本事情入門 1冊でわかる最新日本の総合的紹介』編 文理閣 2005
- 『「日本型社会」論の射程 「帝国化」する世界の中で』大平祐一共編 文理閣 2005
- 『改訂版　留学生のための日本事情入門 1冊でわかる最新日本の総合的紹介』金津日出美と共著　文理閣　2017
- 『東アジア　遭遇する知と日本』編　文理閣　2019